# Мюрццушляґ
Мюрццушляґ (нім. Mürzzuschlag) — місто в Австрії, у федеральній землі Штирія.
Адміністративний центр округу Мюрццушляґ. Населення становить 8592 осіб (на 1 січня 2017 року).
Заснований в 1227 році.
Мюрццушляґ — місце проведення Зимової Робочої Олімпіади 1931 року.

## Відомі люди
- Ельфріде Єлінек (*1946) — австрійська письменниця та феміністка.